# La Chaussée-d’Ivry
La Chaussée-d’Ivry – miejscowość i gmina we Francji, w Regionie Centralnym, w departamencie Eure-et-Loir.
Według danych na rok 1990 gminę zamieszkiwało 965 osób, a gęstość zaludnienia wynosiła 115 osób/km² (wśród 1842 gmin Regionu Centralnego La Chaussée-d’Ivry plasuje się na 414. miejscu pod względem liczby ludności, natomiast pod względem powierzchni na miejscu 1226.).